# 비명을 찾아서
《비명을 찾아서 : 경성, 쇼우와 62년(碑銘을 찾아서 : 京城, 쇼우와 62년)》은 대한민국의 소설가 복거일이 1987년에 발표한 장편 대체 역사 소설이다.
이 소설은 일본 제국 추밀원 의장이었던 이토 히로부미가 1909년 (메이지 42년) 10월 26일 하얼빈(만주국)에서 있었던 안중근의 저격에서 부상만을 입었다는 가정으로부터 출발해, 대체 역사 속 1980년대의 일본 제국을 배경으로 한다.
각 장의 앞에는 여러 매채들을 발췌한 형식으로 이루어진 문단이 있는데, 주제를 강화해 주는 격언들과 세계관을 설명해 주는 가상의 글들이 포함되어 있다. 작가는 본문과 가상의 글들을 통해 배경을 천천히 서술해 나간다. 또한 이 소설에는 국한문 병용과 작가 고유의 외국어 표기가 적용되어 있다.

## 줄거리
1987년 (쇼우와 62년). 기노시다 히데요(木下英世)는 노구찌(野口) 그룹 산하 한도우(半島) 경금속 주식회사 과장이자 시집도 낸 적이 있는 무명 시인이다. 히데요는 부장 승진에서 내지인에게 밀려 탈락된 이후, 조선인이 내지인에 비해 차별받는 것을 부당하게 여기게 된다.
히데요는 안중근의 이토 히로부미 사살과 그로 인한 일본이 제2차 세계 대전에서 패배했다는 대체 역사 소설 《도우꾜우, 쇼우와 61년의 겨울(東京、昭和61年の冬)》 (작가: 다까노 다쯔끼찌(高野達吉))을 접하며 일본에 대한 반감을 떠올리고, 일본 제국에서 금서로 지정된 《독사수필(讀史隨筆)》 (작가: 사노 히사이찌(佐藤壽一))을 읽고 공식 역사에 의구심을 품게 된다. 마침 세이슈우의 큰아버지 댁을 방문하다 우연히 큰아버지로부터 죽산 박씨 족보를 보게 되고, 조선의 언어와 역사에 대해 듣게 되면서 조선인은 스사노오 노미꼬도의 자손이며 수천 년 전 일본의 징꼬우 황후가 조선을 정복했다는 공식 역사는 거짓이라는 것을 알게 된다. 히데요는 집으로 오던 길에 세이슈우의 고서점에서 《조선 고시가선(朝鮮 古詩歌選)》 (작가: 후지와라 다까지까(藤原孝第))을 구입하게 되고, 그 책에 실린 사이찌엥과 조우지조우의 시들을 읽고 조선의 언어와 역사에 대해 더 알아보기 시작한다. 조우다이(城大)의 도서관에서 《한불(韓佛) 사전》을 복사하고 1971년(쇼우와 46년)판 《브리태니커 백과사전》에서 조선의 역사를 찾게 된다.
모또야마에 살던 장모가 사망하여 장례를 위해 안삥의 샤꾸오우지를 찾은 히데요는 절의 주지 소우고우(소공, 小空) 스님을 만나고 조선어를 아직까지도 기억하고 있던 소공 스님은 히데요에게 한용운의 《님의 침묵》을 조선어로 낭독한다. 소공 스님은 얼마 지나지 않아 열반하지만, 히데요는 한용운의 의발을 언젠가 다른 누군가에게 전해야 한다는 사명감을 가지게 된다.
회사에서 내지로 출장을 가게 된 히데요는 교토제국대학 도서관에서 삼국유사, 삼국사기 등의 조선의 옛 역사책들을 찾아내 복사하고 조선으로 돌아오나 그사이 일본에서 일어난 정변 이후 강화된 보안검색 때문에 가네우라 공항에서 입국 도중 발각되어 경찰에 체포된다. 고문과 심문을 번갈아 받던 그는 '전선사상보국연맹(全鮮思想報国連盟)'의 하꾸야마에게 교육을 받고 연맹에 참가하게 된다. 그에게서 변절한 가야마 미쯔로우 선생의 이야기를 들은 히데요는 혼란을 느끼게 된다. 그렇지만 히데요는 석방 이후 조선 독립의 필연적 이유를 깨닫고, 언젠가 올 독립의 그 날을 위해 다음 사람이 올 때까지 기다리기로 결심한다.
하지만 그는 아내가 자신의 석방을 위해 아오끼 소좌에게 몸을 허락한 것을 알게 된다. 히데요는 아내의 생일에 그가 집으로 초대한 아오끼가 술에 취해 히데요의 중학생 딸 게이꼬를 성희롱하는 것을 보고 마침내 그를 낚싯줄로 교살한다. 결국 히데요는 집을 나와 명맥만 유지되는 상해의 대한민국 임시정부를 찾아 떠난다.

## 등장 인물
- 기노시다 히데요(木下英世/박영세, 朴英世): 38세. 1948년 (쇼우와 23년) 10월 18일생. 게이조우 제국대학 상학과 출신으로 만주에서 소좌로 전역한 후 노구찌 그룹 산하 한도우 경금속 주식회사의 과장으로 일하고 있다. 고향은 세이슈우이다. 부인 세쯔꼬와는 선을 통해 결혼했으며, 이 때문에 소설 내에서는 세쯔꼬보다 부하직원 도끼에에게 마음을 둔다.
- 기노시다 세쯔꼬(木下節子): 히데요의 부인. 모또야마의 명가 출신이다. 결혼 전 성은 리노이에(李家)이다.
- 기노시다 게이꼬(木下惠子): 히데요와 세쯔꼬의 외동딸. 중학교 3학년.
- 기노시다 헤이따로우(木下平太郞/박원신, 朴元信): 히데요의 큰아버지. 세이슈우에 거주한다. 세이슈우로 내려온 히데요에게 조선의 언어와 역사에 대해 들려준다.
- 기노시다 헤이지로우(木下平次郞/박정신, 朴正信): 히데요의 아버지. 소학교 교사와 교장을 지냈으며 바람직한 "황국신민(皇国臣民)"으로 무정하게 살았지만 후반부에야 아들에 대한 사랑을 드러낸다.
- 리노이에 도시오(李家敏雄): 히데요의 처남이자 세쯔꼬의 남동생. 스나가와 건설회사에 근무한다. 누나인 세쯔꼬와 히데요와 매우 친하게 지낸다. 히데요의 가족이 거주하는 스나가와 아파트의 분양권도 그가 구해줬으며, 히데요가 구속되자 세쯔꼬와 함께 면회를 온다.
- 시마즈 도끼에(島津時技): 한도우 경금속 직원. 히데요의 직속 부하로, 시마즈 요시히로의 직계 후손인 화족이다. 히데요를 짝사랑하나 에릭 앤더슨과 결혼한다.
- 다나까 슈우지(田中修二): 한도우 경금속 부장. 히데요의 상급자. 이후 이사로 승진하면서 그 자리가 야마시다에게 간다. 도쿄제국대학 출신으로 식견이 높고 해군과 민주화에 우호적인 편이다. 히데요에게 《도우꾜우, 쇼우와 61년의 겨울(東京、昭和61年の冬)》을 소개한다.
- 에릭 앤더슨(Eric Anderson): 스웨덴계 미국인. 한도우 경금속과의 합작 투자 대상인 미국 기업 '유사라무'의 직원. 도끼에와의 결혼 이후 유럽으로 부임한다.
- 브라우넬(Brownell): 유사라무의 일본 지사장.
- 야마시다 소우따로우(山下曾太郞): 한도우 경금속 과장으로, 히데요의 경쟁자이다. 오사카 제국대학 출신으로 입사도 늦었으나, 내지인이라는 이점과 군부 요직의 외삼촌 덕분에 히데요 대신 부장으로 진급한다.
- 하세가와 이찌로우(長谷川一郞): 한도우 경금속 감사. 히데요의 조력자. 예비역 육군 중장. 히데요를 엘리트 사원으로 보고 있다.
- 시까자와(鹿沢) 이사: 한도우 경금속 이사. 히데요의 조력자. 잠시 상무이사가 되었다가 도우아 경금속으로 개명되면서 다시 이사가 된다. 히데요에게 가장 우호적인 인물 중 하나.
- 이시다 겐지(石田顯治): 한도우 경금속 직원. 히데요가 무척 아끼는 인물인 듯 하다. 사실상 차기 과장.
- 히라오까 요시꼬(平岡芳子): 한도우 경금속의 신입직원. 꽁고우산 전철 집안의 딸. 야마시다와 집안이 인맥이 있다.
- 후꾸다 스즈꼬(福田鈴子): 한도우 경금속 직원. 비서로 근무한다.
- 이또우 소우끼(伊東桑姬): 한도우 경금속 신입직원. 스즈꼬의 고향 동창.
- 가나자와 하나꼬(金沢花子): 한도우 경금속 직원. 비서로 근무한다. 히데요를 대단히 존경하지만 히데요는 항상 "그 옷 예쁜데, 얼마 주고 산건가?"라고만 질문한다.
- 아오끼 류우사부로우(靑木龍三郞): 보안대 소속의 헌병 소좌. 세쯔꼬의 후배인 아오끼 리에(靑木李技)의 남편으로, 세쯔꼬를 농락하고 게이꼬를 성희롱하다 히데요에게 살해당한다.
- 아오끼 리에(靑木李技): 세쯔꼬의 후배. 류우자부로의 아내.
- 야나기자와 다다오(柳澤忠雄): 조선 시인 연맹 부위원장. 히데요의 문학계에서의 조력자. 아버지는 남작으로 조선총독부 정무총감을 지냈다고 한다.
- 오오꾸보 나리하라(大久保業平): 검사. 가네우라 공항에서 사상범 용의자로 수감된 히데요의 담당 검사.
- 소우고우(소공, 小共) 스님: 샤꾸오우지의 주지. 한용운의 의발의 두 번째 계승자로, 한시에 능하며 히데요에게 《님의 침묵》을 조선어로 낭독해 주고 한용운의 의발을 전수한다.
- 하꾸야마 마사오미(白山正臣): 조선 평론가 협회 간사이자 전선사상보국연맹 회원이자, 히데요의 '갱생교육(更生教育)' 강사이다. 본래 촉망받던 평론가이나, 일본에서 열린 학회에서 가야마 미쯔로우의 소설 원본을 발견하여 처음 조선의 존재를 알게 된 후 독립운동을 시도하고, 고문을 받고 전향한다.
- 노다 슈우이찌(野田周一): 친일파 송병준의 직계후손으로 노다 백작가의 당주 자리를 이어받았다. 히데요의 대학 동창으로 사람은 착한 편.
- 김두산: 대한민국 임시정부 (상해)의 비서장. 뉴스월드 인터뷰에 나온다. 임정 요인들과 함께 조선어 사전을 편찬 중이다.
- 토니아(Тоня): 러시아인 여자다. 1952년(쇼우와 27년)생. 북만주에서 소위로 근무할 때 자주 다니던 카페에서 일했다고 한다. 히데요의 첫사랑이라고 하며, 가끔씩 그녀를 그리워하는 히데요의 모습이 작중 간간이 등장한다. 실제로 등장하지는 않는다.

### 언급된 인물
- 사노 히사이찌(佐藤壽一): 도쿄제국대학 교수이자 《독사수필(独思随筆)》의 저자. 1987년 (쇼우와 62년) 쿠데타 이후 체포된다.
- 다까노 다쯔끼찌(高野達吉): 《도우꾜우, 쇼우와 61년의 겨울(東京、昭和61年の冬)》 (안중근의 이토 히로부미 사살과 그로 인한 일본이 제2차 세계 대전에서 패배했다는 대체 역사 소설)의 저자.
- 후지와라 다까지까(藤原孝第): 《조선 고시가선(朝鮮 古詩歌選)》의 저자.
- 기다하라 고우운사이(北原耕雲齋): 《인적(人跡)》의 저자.
- 도우고우 노부오(東鄕信夫): 해군 출신의 조선 총독. 영부인 사에꼬는 활발하다고 한다. 총독을 그만둔 후 칙선 귀족원 의원이 된다.
- 도우고우 사에꼬(東郷冴子): 조선 총독 영부인. 활발하고 정치적 식견이 높다고 한다. 도끼에와도 아는 언니로 친분이 있는 듯하다. 남편보다 낫다는 평이 있고 히데요도 그렇게 여긴다.
- 아베 하루노리(阿部治憲): 소설의 시작 시점의 일본 수상. 중화인민공화국과의 전쟁 실패와 민주화 운동 진압 실패의 책임을 물어 사퇴한다.
- 사또우 게이스께(佐藤圭介): 아베 총리 후임으로 들어선 공군 예비역 대장 출신 수상. 공군이 조각한 내각이나 결국 육군의 쿠데타에 무너진다. 이후 연금된 것으로 추정된다.
- 아라끼 마사야스(荒木正休) 중장: 사또우 내각을 뒤엎은 쿠데타의 주역인 육군 중장으로 쿠데타 당시 보직은 수도군단장. 처음에는 히또쯔바시 대장을 내세우나 자신이 전면에 나서 수상이 된다.
- 히또쯔바시 히로모또(一橋廣元) 대장:  육군 참모차장으로서 아라끼의 쿠데타를 묵인하는 대가로 호국군사위원회 위원장이 되나 아라끼에 의해 제거된다.

### 언급된 실존 인물
- 이또우 히로부미(伊藤博文): 안중근의 암살 미수 이후 16년을 더 생존하며, 자서전으로 《북정(北政)》을 저술한다. 암살 미수 이후 대륙 진출 이전에 조선에 대한 통치를 강화해야 한다고 판단하고 초대 조선 총독으로서 '조선의 내지화 정책(朝鮮の内地化政策)'을 추진한다. 1925년(다이쇼 14년)로 사망 (83세).
- 야마모또 이소로꾸(山本五十六): 회고록 《해풍(海風)》을 저술한다.[2][3]
- 도우조우 히데끼(東条英機): 1941년 (쇼우와 16년) 쿠데타로 집권한 이후, 1950년대~1960년대의 '쇼우와 유신'으로 18년간 군부 통치를 행한다. 1971년(쇼우와 46년)로 사망 (87세). 이후 1970년대~1980년대 일본 사회는 예비역 군인들이 총리로 나섰지만 1987년 (쇼우와 62년) 육군의 쿠데타로 다시 도우조우 이래 현역 육군이 수상에 오르게 된다.
- 웬델 윌키(Wendell Willkie): 1940년(쇼우와 15년)에 미국 대통령에 당선된다.
- 존 피츠제럴드 케네디(John Fitzgerald Kennedy): 1970년 (쇼우와 45년) 5월 12일 당시 미국 대통령으로서 일본 의회에서 연설한다.
- 미시마 유끼오(三島由紀夫). 1986년(쇼우와 61년)도 노벨 문학상을 수상한다.[4][5]
- 가야마 미쯔로우(香山光郎/이광수, 李光洙): 조선의 대문호. 《흙(土)》, 《단종애사(端宗哀史)》, 《마의태자(麻衣太子)》 등을 17세기 몽골의 가상의 왕조인 항해왕조 연작으로 개작한다.[6]
- 오까모또 미노루(岡本実/박정희, 朴正熙): 조선인 출신으로는 유일하게 육군 대장 직위에 오르며, 대장 진급 직후 퇴역한다.[7]
- 빅토르 그리신(Виктор  Гришин, Viktor Grishin): 소설 후반 시점의 소련 서기장.

## 배경

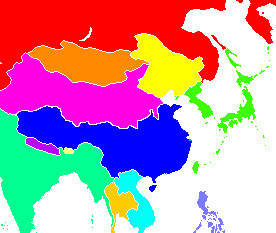
비명을 찾아서에서의 1987년(쇼우와 62년)의 아시아 지도
소련 (수도: 모스크바)
몽골인민공화국 (소련의 괴뢰국) (수도: 울란바토르)
만주국 (일본 제국의 괴뢰국) (수도: 신경)
일본 제국 (수도: 도쿄)
중화인민공화국 (소련의 괴뢰국) (수도: 북경)
중화민국 (수도: 남경)
상해자유시
필리핀 (미국의 괴뢰국) (수도: 마닐라)
프랑스령 인도차이나 (수도: 하노이)
태국 (수도: 방콕)
인도 제국 (수도: 뉴델리)
네팔 (수도: 카트만두)
부탄 (수도: 팀부)

시간적 배경은 책이 집필된 것과 같은 시기인 1987년(쇼우와 62년)이다. 소설은 이토 히로부미가 안중근의 암살 기도에서 부상만을 입었고, 그 뒤에도 16년을 더 생존했다는 대체 역사적 가정을 전제로 하고 있다. 이토 히로부미는 일본 정계에 있어 온건파의 구심점이었고, 군국주의 세력을 억제하는 데 큰 역할을 했다. 그의 생존은 다이쇼 시대의 일본 정국과 동북아시아의 정세, 전 세계 역사의 전개에 영향을 미치게 된다.

### 대체 역사
1910년 (메이지 43년) 한국을 합병한 일본은 조선에 대한 통치를 강화해 1920년대 초반까지 조선을 대륙 진출의 전진 기지로 만든다. 1920년대 후반부터 1930년대 초반까지는 내각과 군부 사이 협조 속에서 국제 여론을 무마해가면서 만주를 세력권 안에 넣는다. 1940년대 초반에는 미국으로부터 '만주국 문제(満州国問題)'에 대한 양해를 얻는 데 성공해 동북아시아에서 지도적 위치를 구축하고, 제2차 세계 대전에서는 미국과 영국에 우호적인 중립을 지켜 큰 번영을 누린다.

### 조선
조선은 조선총독부에 의해 통치된다. 조선 총독은 현역 또는 예비역 육군, 해군, 공군 대장만이 될 수 있으며, 일본 내에서 수상 다음의 지위를 차지하여 수상으로 가는 정치적 능력의 시험대로 여겨진다. 총독 관저(総督官邸)는 지신다이(慈信臺)라 불린다.
이토 히로부미 초대 총독에 의해 추진된 '조선의 내지화 정책(朝鮮の内地化政策)'은 역대 총독들에 의해 계승되어, 조선은 일본에 완전히 동화된다. 조선총독부에 의해 강력히 추진된 '국어 상용 운동(国語常用運動)'으로 조선어는 1940년대 말까지 한반도에서 완전히 사라진다. '조선 역사 왜곡 작업(朝鮮歴史歪曲仕事)'과 '비국어 서적 폐기 정책(非国語書籍廃棄政策)'에 의해 조선의 역사도 말살된다. 1980년대의 조선인들은 대부분 충량한 황국 신민이 되고, 압제와 모멸에도 불구하고 조선이 일본의 식민지라는 사실조차 모르고 있다. 역사책에서도 징꼬우 황후의 조선 정벌 이후로 조선에 대한 언급은 없으며, 조선인의 기원은 스사노오 노미꼬도라고 교육된다. 조선사에 대한 책들은 모두 교토제국대학으로 옮겨지며, 족보의 제작과 소유 또한 출판사업법과 치안유지법에 저촉된다.
조선의 인구는 약 5천만 명이며, 빈부 격차는 대단히 크다. 조선총독부는 내지의 공해산업을 조선으로 유치하고, '조선 환경 보전 공사(朝鮮環境保全工事)'를 통해 헤이안호꾸도우 산지나 가이바 고원 등의 오지에 매립지를 만들며, '신생활 운동(新生活運動)'으로 재개발이 이루어지고, 도우요우 다꾸쇼꾸(東洋拓殖)가 센스이왕 간척 사업을 주도한다. 조선 최대의 도시 게이조우는 인구 약 3백만 명, 면적은 도쿄의 1/4이며, 1992년 하계 올림픽이 게이조우에서 열릴 예정이다. 후요에는 징고우, 게이조우에는 야스꾸니 진자(靖國神社)가 지어져 있다. 1956년(쇼우와 31년)의 제국의원법 개정 이후 조선에서 15인의 칙선 귀족원 의원과 각 도부군협의회에서 3인씩 선출되는 45인의 중의원 의원을 선출하고 있다.
상해에 위치한 대한민국 임시정부는 1917년 (다이쇼 6년) 고종 승하와 '정사년 만세 운동(丁巳年万歳運動)' 이후 설립된다. 하지만 일본과 미국이 '만주국 문제(満州国問題)'에 대해 타협점을 찾은 이후 몰락하여 테러리즘으로 명맥을 유지하다가 1973년 (쇼우와 48년) 상해 중산 국제공항에서 '일본 제국 항공사(日本帝国航空社)' 여객기에 대한 공격으로 수뇌들이 체포되고, 현재는 소속 인원도 중국 태생의 조선인들뿐이다.
| 현실                                                                | 비명을 찾아서                                                         |
| 북한                                                                | 북한                                                                  |
| ------------------------------------------------------------------- | --------------------------------------------------------------------- |
| 안변 (Anbyon)                                                       | 안삥(安邊) (Anpin)                                                    |
| 장진 (Changjin)                                                     | 나가즈(長津) (Nagazu)                                                 |
| 정주 (Chongju)                                                      | 조우슈우(定州) (Joshu)                                                |
| 추가령 (Chugaryong)                                                 | 슈우카레이(楸哥嶺) (Shukarei)                                         |
| 해주 (Haeju)                                                        | 까이슈(海州) (Kaishu)                                                 |
| 함흥 (Hamhung)                                                      | 교우난(興南) (Kyonan)                                                 |
| 함경남도 (Hamgyongnam Province)                                     | 강꾜우난도우(咸鏡南道) (Kankyonan-do)                                 |
| 허천 (Hochon)                                                       | 고가와(虚川) (Kogawa)                                                 |
| 개마고원 (Kaema Plateau)                                            | 가이바 고원(蓋馬高原) (Kaiba Plateau)                                 |
| 길주 (Kilju)                                                        | 기쯔슈우(吉州) (Kitsushu)                                             |
| 고원 (Kowon)                                                        | 다카하라(高原) (Takahara)                                             |
| 금야 (Kumya)                                                        | 에이교우(英興) (Eigyo)                                                |
| 금강산 (Mount Kumgang)                                              | 꽁고우산(金剛山) (Kongo-san)                                          |
| 백두산 (Mount Paektu)                                               | 하쿠도우상(白頭山) (Hakudo-san)                                       |
| 남양 (Namyang)                                                      | 낭요우(南陽) (Nanyo)                                                  |
| 평안북도 (Pyonganbuk Province)                                      | 헤이안호꾸도우(平安北道) (Heianhoku-do)                               |
| 평양 (Pyongyang) (북한의 수도)                                      | 헤이조우(平壌) (Heijo)                                                |
| 낭림산맥 (Rangrim Mountains)                                        | 로우링 산맥(狼林山脈) (Rorin Mountains)                               |
| 삼방협 (Sambang-yong)                                               | 산보우교우(三防峽) (Sanbokyo)                                         |
| 신의주 (Sinuiju)                                                    | 신기슈우(新義州) (Shingishu)                                          |
| 석왕사 (Sogwangsa)                                                  | 샤꾸오우지(釋王寺) (Shakuohji)                                        |
| 원산 (Wonsan)                                                       | 모토야마(元山) (Motoyama) (히데요의 부인 세쯔코의 친정이 있는 곳)     |
| 한국                                                                |                                                                       |
| 안동 (Andong)                                                       | 안도우(安東) (Ando)                                                   |
| 부산 (Busan)                                                        | 가마야마(釜山) (Kamayama)                                             |
| 부여 (Buyeo)                                                        | 후요(扶餘) (Fuyo)                                                     |
| 청주 (Cheongju)                                                     | 세이슈우(清州) (Seishu) (히데요의 고향이자 헤이따로우 댁이 있는 곳)   |
| 천수만 (Cheonsuman)                                                 | 센스이왕(淺水灣) (Sensuiwan)                                          |
| 충청북도 (Chungcheongbuk Province)                                  | 쭈우쇼우호쿠도우(忠清北道) (Choshohoku-do)                            |
| 충청남도 (Chungcheongnam Province)                                  | 쭈우쇼우난도우(忠清南道) (Chushonan-do)                               |
| 충주 (Chungju)                                                      | 쭈우슈우(忠州) (Chushu) (헤이따로우와 헤이지로우가 어렸을 때 살던 곳) |
| 충무로 (Chungmuro)                                                  | 혼마찌(本町) (Hon-machi)                                              |
| 도화동 (Dohwa-dong)                                                 | 도우카마찌(桃花町) (Toka-machi)                                       |
| 동두천 (Dongducheon)                                                | 토우도우가와(東豆川) (Todogawa)                                       |
| 김포국제공항 (Gimpo International Airport)                          | 가네우라 공항(金浦空港) (Kaneura Airport)                             |
| 광흥창 (Gwangheung-chang)                                           | 오오꾸라마찌(大倉町) (Okura-machi)                                    |
| 경부선 (Gyeongbu Line)                                              | 게이가마 선(京釜線) (Keigama Line)                                    |
| 경원선 (Gyeongwon Line)                                             | 게이모또 선(京元線) (Keimoto Line)                                    |
| 한강 (Han River)                                                    | 강가와(漢川) (Kangawa)                                                |
| 한남동 (Hannam-dong)                                                | 간남마치(漢南町) (Kannan-machi)                                       |
| 흥인지문 (Heunginjimun)                                             | 도우다이몬(東大門) (Todaimon)                                         |
| 홍성 (Hongseong)                                                    | 고우조우(洪城) (Kojo)                                                 |
| 전라도 (Jeolla Province)                                            | 젤라도우(全羅道) (Zenra-do)                                           |
| 전주 (Jeonju)                                                       | 젠슈우(全州) (Zenshu)                                                 |
| 진해 (Jinhae)                                                       | 찡까이(鎮海) (Chinkai)                                                |
| 조치원 (Jochiwon)                                                   | 조우치엥(鳥致院) (Chochiin)                                           |
| 중림동 (Jungnim-dong)                                               | 만리마찌(萬里町) (Manri-machi)                                        |
| 마포구 (Mapo District)                                              | 아사우라구(麻浦區) (Asaura-ku)                                        |
| 마산 (Masan)                                                        | 우마야마(馬山) (Umayama)                                              |
| 목포 (Mokpo)                                                        | 보쿠우라(木浦) (Bokuura)                                              |
| 봉황산 (Mount Bonghwang)                                            | 호우오우상(鳳凰山) (Houou-san)                                        |
| 북악산 (Mount Bugak)                                                | 게이호쿠상(京北山) (Keihoku-san)                                      |
| 소요산 (Mount Soyo)                                                 | 쇼우요우상(逍遥山) (Shoyo-san)                                        |
| 명동 (Myeong-dong)                                                  | 메이지마찌(明治町) (Meiji-machi)                                      |
| 남산 (Namsan)                                                       | 게이난상(京南山) (Keinan-san)                                         |
| 사당동 (Sadang-dong)                                                | 도우자꾸마찌(銅雀町) (Dozaku-machi)                                   |
| 삼청동 (Samcheong-dong)                                             | 미기요마찌(三淸町) (Migiyo-machi)                                     |
| 서울 (Seoul) (한국의 수도)                                          | 게이조우(京城) (Keijo)                                                |
| 서울역 (Seoul Station)                                              | 게이조우 역(京城驛) (Keijo Station)                                   |
| 숭례문 (Sungnyemun)                                                 | 난다이몬(南大門) (Nandaimon)                                          |
| 수원 (Suwon)                                                        | 미즈하라(水原) (Mizuhara)                                             |
| 원남동 (Wonnam-dong)                                                | 엔난마찌(苑南町) (Ennan-machi)                                        |
| 양화대교 (Yanghwa Bridge)                                           | 다이니강가와바시(第二漢川橋) (Dai-ni-kangawa-bashi)                   |
| 영등포구 (Yeongdeungpo District)                                    | 에이도우라구(永登浦區) (Eidoura-ku)                                   |
| 용산구 (Yongsan District)                                           | 류우야마구(龍山區) (Ryuyama-ku)                                       |
| 3·1 운동 (연월일: 1919년 (다이쇼 8년) 3월 1일)                      | 정사년 만세 운동(丁巳年万歳運動) (연월일: 1917년 (다이쇼 6년) 6월)    |
| 대한뉴스 (1953년~1994년) (한국의 뉴스 영화)                         | 제국 소식 상영(帝国ニュース上映) (일본 제국의 뉴스 영화)              |
| 5·16 군사 정변 (연월일: 1961년 (쇼우와 36년) 5월 16일)              | 8·15 사건(8・15事件) (연월일: 1973년 (쇼우와 48년) 8월 15일)          |
| 10월 유신 (연월일: 1972년 (쇼우와 47년) 10월 17일~12월 27일)        | 쇼우와 유신(昭和維新) (연월일: 1950년대~1960년대)                     |
| 12·12 군사 반란 (연월일: 1979년 (쇼우와 54년) 12월 12일)            | 7·31 궐기(7・31決起) (연월일: 1987년 (쇼우와 62년) 7월 31일)          |
| 1988년 서울 올림픽 (연월일: 1988년 (쇼우와 63년) 9월 17일~10월 2일) | 1992년 게이조우 올림픽(1992年京城オリンピック)                        |

### 일본
일본 제국은 모든 면에서 미국과 소련에 이어 세계 제3위의 강대국 지위를 누린다. 일본의 영토는 만주사변 직후의 판도와 흡사하다. 가라후토와 치시마 열도를 포함하는 일본 본토와 함께 조선총독부와 대만총독부를 통치하고 있고, 요동 반도의 관동주, 산동 반도의 교주만을 조차지로 가지며, 국제연맹에 의해 남양 군도를 위임통치하고 있다. 만주국은 일본의 괴뢰국이며, 일본에 의해 국제 사회에서 인정받는다. 일본은 내지의 고급 인력과 자본, 조선의 노동력, 만주국의 자원을 결합하여 아우타르키를 형성하고 있으며, 일본과 만주국을 합하면 경제적으로는 소련을 앞서고 있다.
일본은 국내적으로 온건파 정권 이후 도우조우 히데끼가 1950년대~1960년대에 18년 동안 집권하고 쇼우와 유신 체제를 수립하며, 이후 육군, 해군, 공군 대장이 수상을 역임하는 통제 사회가 유지되고 있다. 국가보위법, 치안유지법, 방공법 등을 통해 국민들의 자유는 제한되어 있다. 황국신민증과 신민 번호를 전 국민에게 발급한다. 극장에서는 국가 연주와 제국 소식 상영이 이루어진다. 수상 직속의 국가보안처와 황군특무사령부는 사회 각계에 영향력이 있다.
일본의 총 병력 규모는 약 240만이며, 자국산 탄도미사일과 핵무기를 보유하고 있다. 육군, 해군, 공군이 군부의 세 축을 이루며, 공군은 해군 항공대 중심으로 발달해 1947년(쇼우와 22년)에 해군에서 분리된다. 1951년 (쇼우와 26년) 4월 군부대신 현역 무관제(軍部大臣現役武官制) 부활으로 육군대신, 해군대신, 공군대신 자리에는 현역 중장 또는 대장을 임명하도록 되어 있으며, 이를 이용해 군부가 내각을 붕괴시킬 수 있다. 군부의 정치적 영향력이 커 1973년(쇼우와 48년)에는 '8·15 사건(8・15事件)', 1987년(쇼우와 62년)에는 '7·31 궐기(7・31決起)'가 발생하며, 부패가 심해 해군이나 공군의 수뇌들이 뇌물을 받기도 한다. 정치적 야심을 가진 젊은이들은 육군사관학교나 해군병학교로 가고 있으며, 정부에서는 퇴역 군인들에게 고위 경찰직이나 기업 요직을 알선해 주고 있다.
1932년 (쇼우와 7년) 만주사변이 발생하고 1933년 (쇼우와 8년) 만주국이 수립된 이후에도 일본은 중국과 분쟁을 겪고 있다. 62사단 120만 병력을 보유한 관동군은 만주 일대에서 중화인민공화국, 몽골인민공화국, 소련과 대치하고 있지만, 중화인민공화국의 유격전에 고전하고 있다. 일본은 1938년(쇼우와 13년)에 중화민국과의 전투, 1939년(쇼우와 14년)에 노몬한 전투, 1960년대에 소련과의 '흑하 사건(黑河事件)'과 '기건 사건(気乾事件)', 1985년(쇼우와 60년)부터 중화인민공화국과의 찰합이성 전투에 처한다. 전시 체제가 유지되고 있어 연간 120시간의 예비군 훈련, 달마다 방공 훈련이 이루어진다. 국민정신총력연맹, 신생활운동본부, 국민의용대, 청년특별연성대, 애국반상회, 그리고 위안부로서의 데이신다이가 운영되고 있다.
만주국은 선통제 이후 제2대 후강희제가 왕조를 계승하고 있으며, 일본, 독일, 교황청, 이탈리아, 미국 등 53개국으로부터 승인받는다. 하지만 국내적으로는 '중국 해방 통일 전선(中国解放統一戦線)' 등의 지하 조직들이 뻗어나가 경찰서와 일본 영사관에 테러 공격이 발생하고 있으며, 만주국의 대학생들에게서는 신쿄대학교를 중심으로 하여 좌익 계열의 중국 통일 운동이 일어나고 있다.

### 세계
세계는 미국과 소련 중심의 냉전 체제이나, 일본, 영국, 프랑스, 네덜란드, 벨기에, 스페인과 포르투갈의 식민 제국은 아직도 건재하다. 국제 연맹이 유지되고 있으며, 일본은 1940년(쇼우와 15년)에 미국과 함께 국제 연맹에 재가입하고, 소련도 재가입하게 된다. 상임이사국에는 미국, 소련, 영국, 프랑스, 일본이 올라 있다.
미일 관계는 항상 우호적이며, 도우조우 히데끼가 미국 의회에서, 존 F. 케네디가 일본 의회에서 연설하기도 한다. 미국은 일본 - 만주국 - 중화민국 - 프랑스령 인도차이나를 연결하여 소련과 중화인민공화국에 대항하는 전략을 위해 중화민국과 일본의 화해를 종용하며 미국, 일본, 중화민국의 연합을 추진하고 있다. 이에 따라 중화민국은 만주국을 승인하게 된다. 소련은 식민 제국들에게 강경한 입장을 보이며 중화인민공화국과 연합하고, 현재는 빅토르 그리신이 소련 서기장에 올라 있다.
국제 연맹의 확대로 인해 이탈리아의 에티오피아 침공과 독일의 오스트리아 병합, 스페인 내전 종결은 1940년(쇼우와 15년)으로 늦춰지게 되며, 1940년 미국 대통령 선거에서 웬델 윌키가 당선된다. 독일은 1942년(쇼우와 17년)에 제2차 세계 대전을 일으키나 1947년 (쇼우와 22년) 미국의 드레스덴, 브레멘 원자폭탄 투하와 함께 패전한 후 점령국 미국의 도움으로 전후 복구에 성공해 강대국으로 부상하고 있다. 제2차 세계 대전 이후 미국과 소련이 분할 점령한 폴란드와 수도 바르샤바는 동서로 분단된다. 스페인은 군사 독재가 유지되고 있다.
식민 제국들의 식민 지배가 계속되면서 일부 식민지들은 종주국에 너무 동화되거나 경제적, 문화적으로 종속되어, 식민지 주민들이 자신들의 독립을 원하지 않는 지경에 이른다. 이러한 식민지들로는 영국의 로디지아와 나이지리아, 프랑스의 코친차이나와 세네갈, 벨기에의 콩고, 포르투갈의 동아프리카, 소련의 리투아니아·라트비아·에스토니아, 일본의 조선 등이 있다. 프랑스령 인도차이나 북부에서는 베트민과 프랑스 간의 전투가 벌어지고 있으며, 국제 연맹의 중재로 프랑스와 베트민이 제네바에서 휴전 협상을 진행한다.
중국에서는 제2차 국공 합작이 이루어지지 않은 채 국민당의 공산당 토벌로 1936년 (쇼우와 11년) 모택동, 주은래, 주덕 등 핵심 간부진이 연안에서 전사해 공산당은 와해되나, 1940년 (쇼우와 15년) 유소기가 다시 공산당을 재건하여 소련의 지원을 받아 1950년 (쇼우와 25년) 11월 신강성을 거점으로 '신강 소비에트(新疆ソビエト)'를 수립하여 화북 지역으로 세력을 확대하기 시작하여 1952년(쇼우와 27년)에는 신강성의 태반과 감숙성 북부를 차지하게 되고, 1953년 (쇼우와 28년) 4월 내란을 선언한 국민당 정부는 장개석의 실정으로 인해 몰락한다. 공산당의 '토지 개혁 선언(土地改革宣言)'으로 전세는 반전되어 1956년 (쇼우와 31년) 2월 공산당이 북경과 천진을 점령하고 3월에는 중화인민공화국을 수립하지만, 황하 남쪽에서 전쟁이 벌어지면 일본군이 개입하겠다고 선언한 일본의 '도우조우 선언(東条宣言)'이 발표되자, 1956년 (쇼우와 31년) 7월 정주에서 이종인과 팽덕회가 양국 대표로서 휴전 협정을 맺어 황하를 경계로 중화민국과 중화인민공화국이 대치하게 된다. 현재 중국 대륙에는 중화민국, 중화인민공화국, 만주국 세 나라가 들어서 있다. 중화민국과 접한 상해는 국제 연맹의 감독 하에 자유시로 지정되며, 각국의 조계 및 명맥만 유지되는 대한민국 임시정부가 위치해 있다.

## 《도우꾜우, 쇼우와 61년의 겨울(東京、昭和61年の冬)》
《도우꾜우, 쇼우와 61년의 겨울(東京、昭和61年の冬)》(이하 《도우꾜우...(東京…)》)이라는 일본이 제2차 세계 대전에서 패배했다는 대체 역사 소설이 존재한다. 다까노 다쯔끼찌(高野達吉)가 쓴 소설로, 1909년에 이토 히로부미가 하얼빈에서 안중근이 쏜 총탄에 맞고 암살당한다는 내용이 나오지만, 강경파였던 야마가타 아리토모가 이토 히로부미를 위시한 온건파를 몰아내고 정권을 잡는다는 점에서 완전히 달라진 역사가 쓰여진다. 야마가타 아리토모의 지휘하에 들어간 일본 제국 군부, 특히 육군은 내각에 대항하는 독자적 세력으로 변모하게 된다.
1934년(쇼우와 9년)에 만주국이 수립되고, 1942년(쇼우와 17년)에 제2차 세계 대전이 일어나고, 1944년(쇼우와 19년)에 태평양 전쟁이 일어난다. 1947년(쇼우와 22년)에 미국이 가고시마(히로시마 대신)와 나가사키에 원자폭탄을 투하한다. 그 뒤 1949년(쇼우와 24년)에 일본은 연합국과의 강화 조약을 체결하는데, 일본의 영토는 혼슈, 시고쿠, 규슈로 국한되었다. 오키나와섬과 오가사와라 제도는 미국이 소유하고, 가라후토, 치시마 열도에 더하여 홋카이도는 러시아가 소유하고, 만주국과 대만은 중화민국이 소유한다. 또한 조선은 분단되지 않고 국제연맹의 감독에 따른 총선거가 실시되면서 독립 정부가 수립된다. 히데요는 이 《도우꾜우...(東京…)》에서 "야당인 일본 공산당이 총리의 야스쿠니 신사 참배를 새로운 군국주의 행보라고 비판한다는 점", "침략을 하지 않는 자위군을 거느리게 된 점" 등을 언급한다.

## 《2009 로스트 메모리즈》와의 설정 논란
2002년작 영화 《2009 로스트 메모리즈》와 설정이 비슷하여 논란이 되었으나 영화 제작사에서 판권을 사는 것으로 정리되었다.

## 같이 보기
- 대체 역사
- 2009 로스트 메모리즈
- 당신들의 조국
- 높은 성의 사나이
- 몽환의 전함 야마토